# Aglyptodactylus madagascariensis
Aglyptodactylus madagascariensis – gatunek płaza bezogonowego z rodziny mantellowatych (Mantellidae).

## Taksonomia
A. madagascariensis może w rzeczywistości składać się z kilku gatunków: dwóch − górskiego i nizinnego, a nawet czterech. Prócz typowego Glaw i Vences (2007) wyróżniają:
- południowy (nizinny z Parku Narodowego Andohahela)
- wschodni (ze wschodnich wybrzeży, znaleziony na piachu w okolicy wsi Maroansetra, zamieszkujący prawdopodobnie też półwysep Masoala, molekularnie zupełnie odmienny od A. madagascariensis)
- z Ranomafana (mniejszy, samce podczas rozrodu ze skeratynizowanymi kolcami na brzusznej stronie ciała, nawołujące z brzegu zbiornika seriami 3–4 odgłosów; nizinny z południowego wschodu, zamieszkujący tereny pomiędzy Tolagmaro i Ranomafana, jednakże nie w parku narodowym o tej nazwie, gdzie występuje forma typowa)

Płaza zaliczano także do rodziny żabowatych i podrodziny mantellowatych.

## Morfologia
Występuje dymorfizm płciowy. Samice osiągają długość 5,3 cm, samce tylko 4,1 cm.
Samiec dysponuje pojedynczym rezonatorem usytuowanym na podgardlu. Staw skokowy górny sięga czubka pyska. Błona pławna występuje tylko na tylnych łapach.
Gładka skóra grzbietowej powierzchni ciała zabarwiona jest jednolicie na brązowo. Po bokach pyska występują czarne plamy, podobnie jak w okolicy pachwinowej, charakterystyczne dla rodzaju. Podczas okresu rozrodczego samce przybierają barwę bardziej żółtawą.

## Występowanie
Płaz zamieszkuje wschodnią część Madagaskaru. Prócz tego spotyka się go na północy wyspy (Montagne d'Ambre i Specjalny Rezerwat Fôret d’Ambre). Istnieją również doniesienia z zachodu kraju, jednak wymagają potwierdzenia, mogą bowiem dotyczyć pokrewnego gatunku Aglyptodactylus securifer.
Zwierzę zasiedla tereny położone nie wyżej niż 2000 m n.p.m. Żyje w lasach tropikalnych, przy czym toleruje zmiany w środowisku wywołane działalnością człowieka. Potrafi przetrwać na plantacjach drzew. Nie odpowiadają mu natomiast otwarte przestrzenie, gdyż wymaga obecności ściółki, w której żyje.

## Rozmnażanie
Rozród odbywa się eksplozywnie w zbiornikach wody stojącej, zarówno istniejących długi czas, jak i tworzących się tylko okresowo, po ulewnych deszczach. Samce nawołują z wody lub najbliższej okolicy, wydają z siebie serie 3–5 odgłosów. Z jaj składanych do wody wylęgają się larwy zwane kijankami.

## Status
Występuje bardzo pospolicie, w czasie rozrodu obserwuje się duże zagęszczenie osobników. Jednakże całkowita liczebność spada.
Wśród czynników wpływających negatywnie na środowisko tego płaza IUCN wymienia:
- rolnictwo
- pozyskiwanie drewna i wytwarzanie węgla drzewnego
- wypas zwierząt gospodarskich
- rozprzestrzenianie się inwazyjnego eukaliptusa
- osadnictwo ludzkie

Płaz zamieszkuje liczne obszary chronione, jak Park Narodowy Ranomafana.